# Тотален футбол
Тоталният футбол (на нидерландски: totaalvoetbal) е вид футболна тактика, при която всеки един играч може да заеме позицията на друг на терена. Той става особено популярен през 70-те години на XX век с Холандския национален отбор, когато те достигат финалите на Световното първенство през 1974.

## Тактическо построение
Тактиката на тоталния футбол се състои в това, че всеки един футболист може да замени друг на терена, с изключение на вратаря. Така даден тим може да напада и да се брани с 10 души едновременно. За реализирането на подобна тактика се изисква много добра физическа подготовка, както и умение на всеки един от играчите да играе като нападател или защитник.

## История
Идеята за подобна тактика въвежда Джак Рейнълдс, който е треньор почти 25 години на Аякс (Амстердам) през първата половина на ХХ век. Там играе и Ринус Михелс, който доразвива неговите идеи и е смятан за родоначалник на тоталния футбол, такъв какъвто е игран през 70-години на 20 век.
В днешно време тази тактика се използва от Пеп Гуардиола в Манчестър Сити.